# Іспанський долар
Іспанський долар, також відомий як вісім реалів (ісп. real de a ocho), песо (ісп. peso), твердий песо (ісп. peso duro, ісп. peso fuerto) або піастр — велика срібна монета типу талер, що містила 25,6 г. чистого срібла і мала діаметр біля 38 мм. Номінал монети складав 8 іспанських реалів. Монету номіналом у 8 реалів вперше з'явилась в Іспанській імперії після грошової реформи 1497 року, проведеної католицькими королями Фернандо Арагонським та Ізабеллою Кастильською. З першої половини XVI століття в Іспанію почали надходити величезні обсяги срібла з її колоній в Новому Світі і обсяги карбування великих іспанських срібних монет номіналом у 8 реалів зріс настільки суттєво, що в XVI столітті цю монету широко використовували як першу міжнародну валюту в Європі, Америці та на Далекому Сході. Цьому сприяли незмінні протягом довгого часу характеристики монети та її зручна сумісність з багатьма іншими валютами. Іспанський долар став настільки популярним, що деякі країни карбували на ньому контрмарку і використовували як місцеву валюту.
Саме іспанський долар став прикладом для перших доларів США (0,7735 тройських унцій або 24,06 г. срібла), і сам іспанський долар залишався законним платіжним засобом у Сполучених Штатах майже протягом століття до Закону про карбування монет 1857 року. Багато інших валют у всьому світі, наприклад японська ієна та китайський юань, спочатку базувалися на іспанському доларі та інших монетах номіналом 8 реалів. Більшість теорій простежують походження символу «$», який спочатку мав дві вертикальні смуги, до увмтих стрічками стовпів Геркулеса, які зображені на реверсі іспанського долара.
З XVIII століття для позначення монет цієї деномінації в іспанській мові став використовуватись термін «песо», який став назвою багатьох валют в новостворених країнах, що постали на території колишніх іспанських колоній, включаючи аргентинський, болівійський, венесуельський, колумбійський, костариканський, кубинський, домініканський, еквадорський, гватемальський, гондурасський, мексиканський, нікарагуанський, парагвайський, перуанський, пуерториканський, сальвадорський, уругвайський, філіппінський та чилійський песо. Дотепер «песо» залишається офіційної назвою валюти на Філіппінах, Мексиці, Кубі, Домініканській Республіці, Колумбії, Чилі, Аргентині та Уругваї.

## Етимологія
Назва долар походить від назви великих сірбних монет монет типу талер (нім. Thaler), яка, в свою чергу, утворилась він скорочення назви дуже популярної монети йоахимсталер (нім. Joachimsthaler), названої на честь міста видобутку срібла Йоахимсталь в Рудних горах (Богемія). Перші йоамхисталери з'явились у 1520 році, і незабаром внаслідок великих обсягів карбування стали настільки популярними, що їх скорочена назва талер (нім. taler) поширилась на усі великі срібні монети такого типу. З часом ця назва була відтворена в багатьох європейських мовах, включаючи іспанську назву талеро (ісп. tálero) і англійську долар (англ. dollar).

## Історія

### Передумови. Поява монет типу талер
З початку XIII століття головними торговими срібними монетами в Європі були монети типу грош, що важили біля 4 г. срібла і на наступні 300 стали стандартом торгової срібної монети. Проте після падіння останніх залишків держав хрестоносців на Близькому Сході в 1291 році та введення заборони вивезення некарбованого срібла з рудників Богемії на початку 1300-х років, в XIV—XV століттях в Європі відчувався великий брак срібла. З другої половини XIV ст. вага та проба срібних монет типу грош почала неухильно знижуватись, через що вони втрачали свою вартість відносно стабільних європейських золотих монет, таких як флорин, дукат або гульден. Протягом цього часу в Європі відбувались спроби карбувати більші срібні монети, ніж грош. У Візантії з 1367 року карбували срібний ставратон (8,5 г.), у Венеції з 1472 р. — ліру (6,18 г.), а в Мілані з 1474 р. — тестон (9,28 г.). Проте, не дивлячись на свій відносно великий розмір, ці монети залишались значно дешевшими за золоті монети, а через обмежені обсяги місцевого карбування, вони не набули значного поширення і залишались переважно регіональними валютами.
З кінця XV століття розвиок гірничих технологій, відкриття в Європі нових родовищ сріба, а пізніше і великий потік срібла з іспанських колоній в Новому Світі дозволили подолати європейську срібну кризу XIV—XV століть і призвели до появи великих срібних монет, які в XVI—XIX століттях стали новим стандартом торгової монети в Європі.

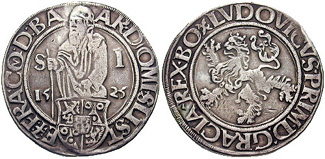
Богемський йоахимсталер, або просто «талер» (1525)

У 1486 році ерцгерцог Австрії Сигізмунд почав карбувати в Тіролі велику срібну монету, яка містила біля 31 г. і за вартістю срібла дорівнювала вартості 1 золотого гульдена. Через це монета отримала назву «гульденгрош» або «гульдинер». Довгий час ці монети також називали «унціал», оскільки фактична вага срібла в такій монеті майже дорівнював 1 унції срібла. Інші держави почали наслідувати цей приклад і випускати власні гульдинери. Одним із перших приклад Тірольського графства наслідувало місто Берн у Швейцарському союзі, де свої гульдинери було викарбувано вже в 1493 році.
На початку XVI століття свої монети типу гульдинера вагою в 29,2 г. срібла почали карбувати також в Саксонії та Богемії. Від назви містечка Йоахимсталь, де видобували срібло для монет, богемські гульдинери отримали назву «йоахимсталер», або скорочено — «талер». Незабаром в Німеччині на основі цієї монети був введений імперський рейхсталер, який використовувався з XVI по XIX століття і містив 25,98 г. чистого срібла.
Монета стала настільки популярною, що подібні «талери» були незабаром викарбувані в Бургундії (бургундський талер) та Франції (срібний екю). В Нижніх країнах в XVI столітті також почали карбувати власні «талери»: бургундський хрестовий даальдер (Kruisdaalder) і голландський левовий даальдер (нід. Leeuwendaalder). Остання монета використовувалася для голландської торгівлі на Близькому Сході, у Голландській Ост-Індії та Вест-Індії та в Тринадцяти колоніях Північної Америки.

### Іспанія

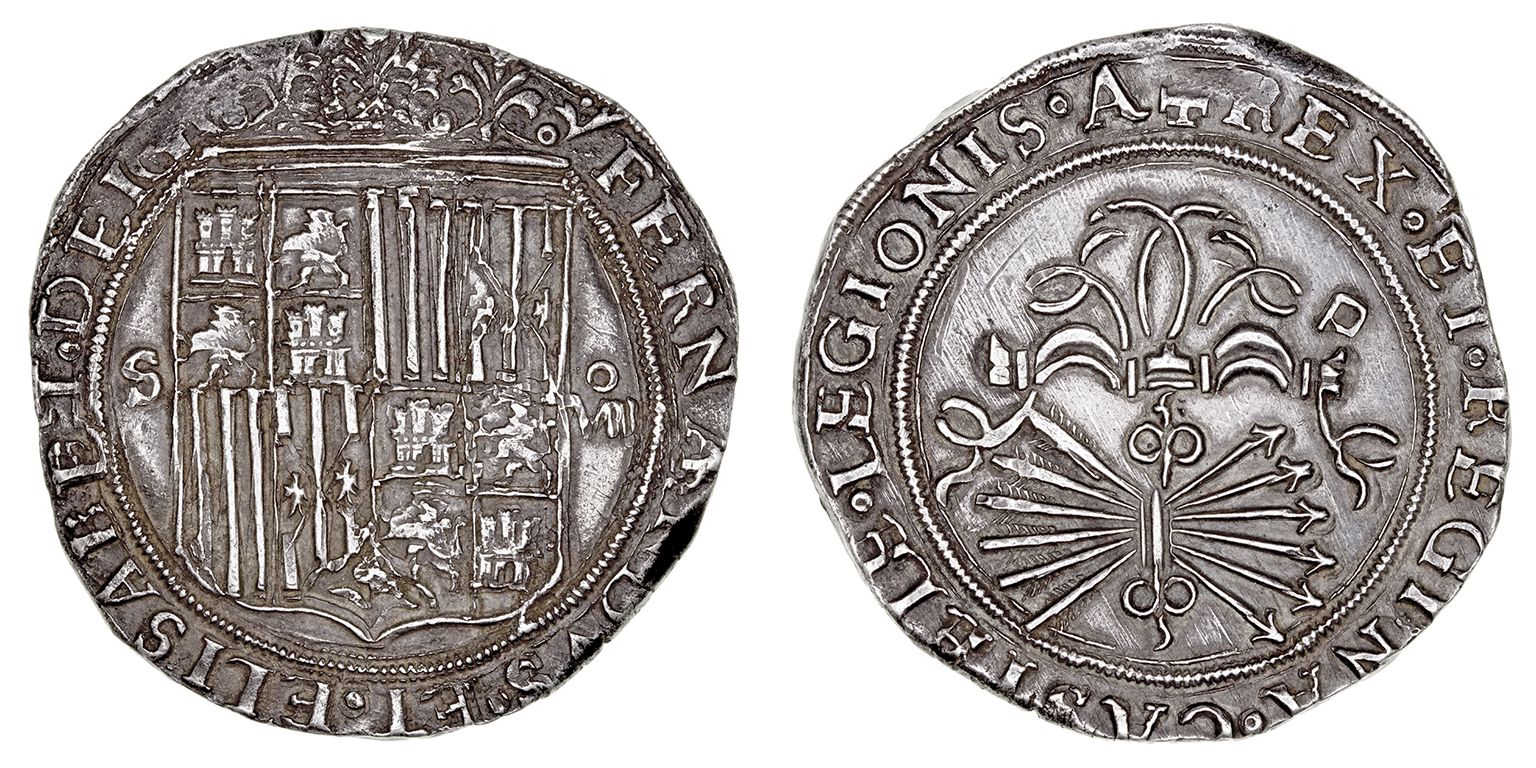
Монета номіналом у 8 реалів католицьких королів Фернандо та Ізабелли. 27,32 г., Севілья

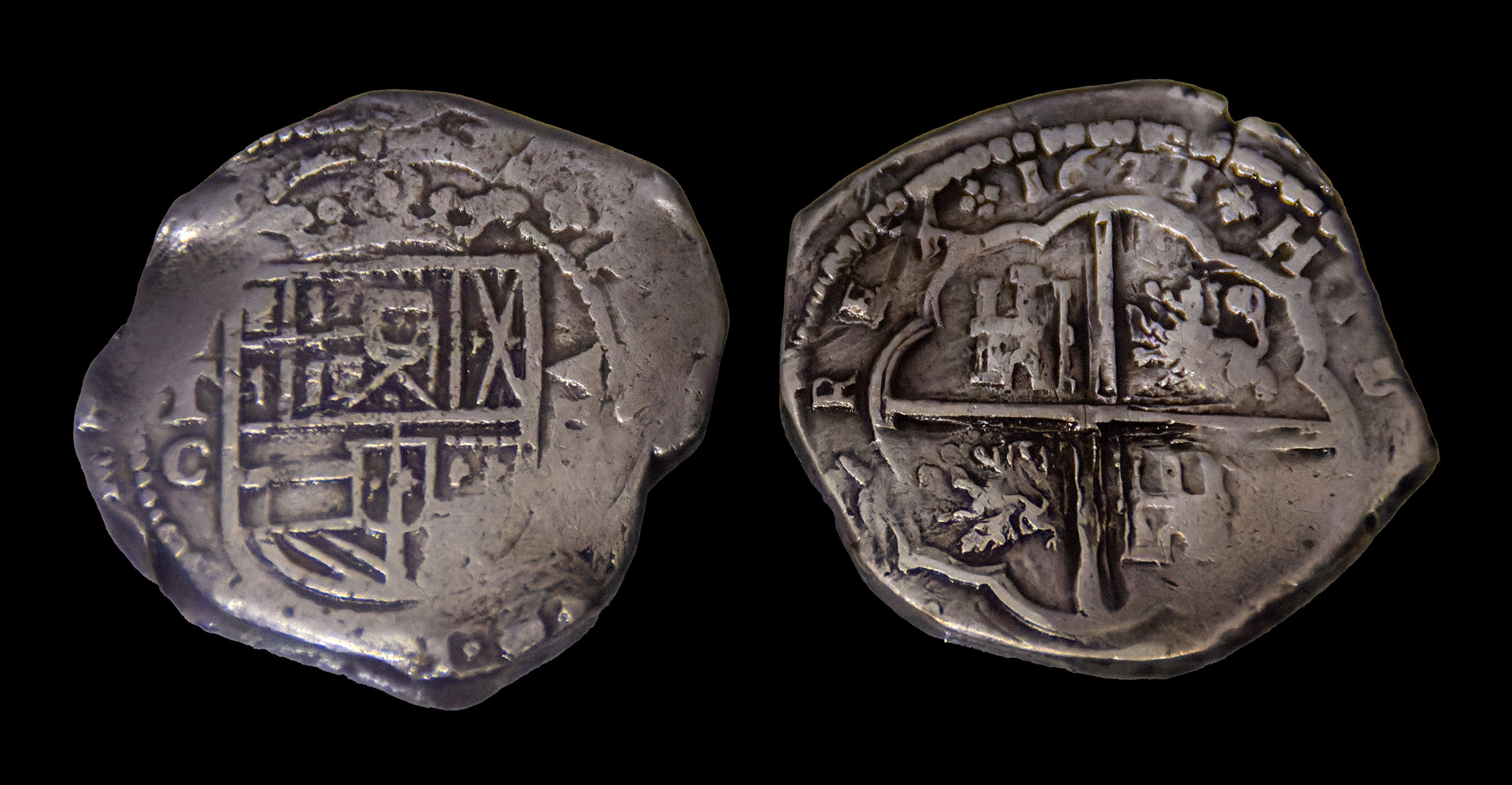
Real de a ocho en plata del reinado de Felipe III; monedas acuñadas en Toledo en 1601 y 1621

В кінці XV століття концепція великої срібної монети типу гульденгроша або талера, що своєю вартістю дорівнює вартості золотої монеті досягла і Іспанії. В Кастильському королівстві найбільшою срібною монетою до кінця XV століття залишався реал, який вперше був викарбуваний королем Педро I (1350—1369) у середині XIV століття. З однієї кастильської марки срібла (230 грамів) карбувалось 66 монет вагою 3.35 грама срібла 930 проби. По своїй вартості реал дорівнювався 3-м тогочасним срібним мараведі. Одночасно в обігу знаходилиь інші типи менших срібних монет.

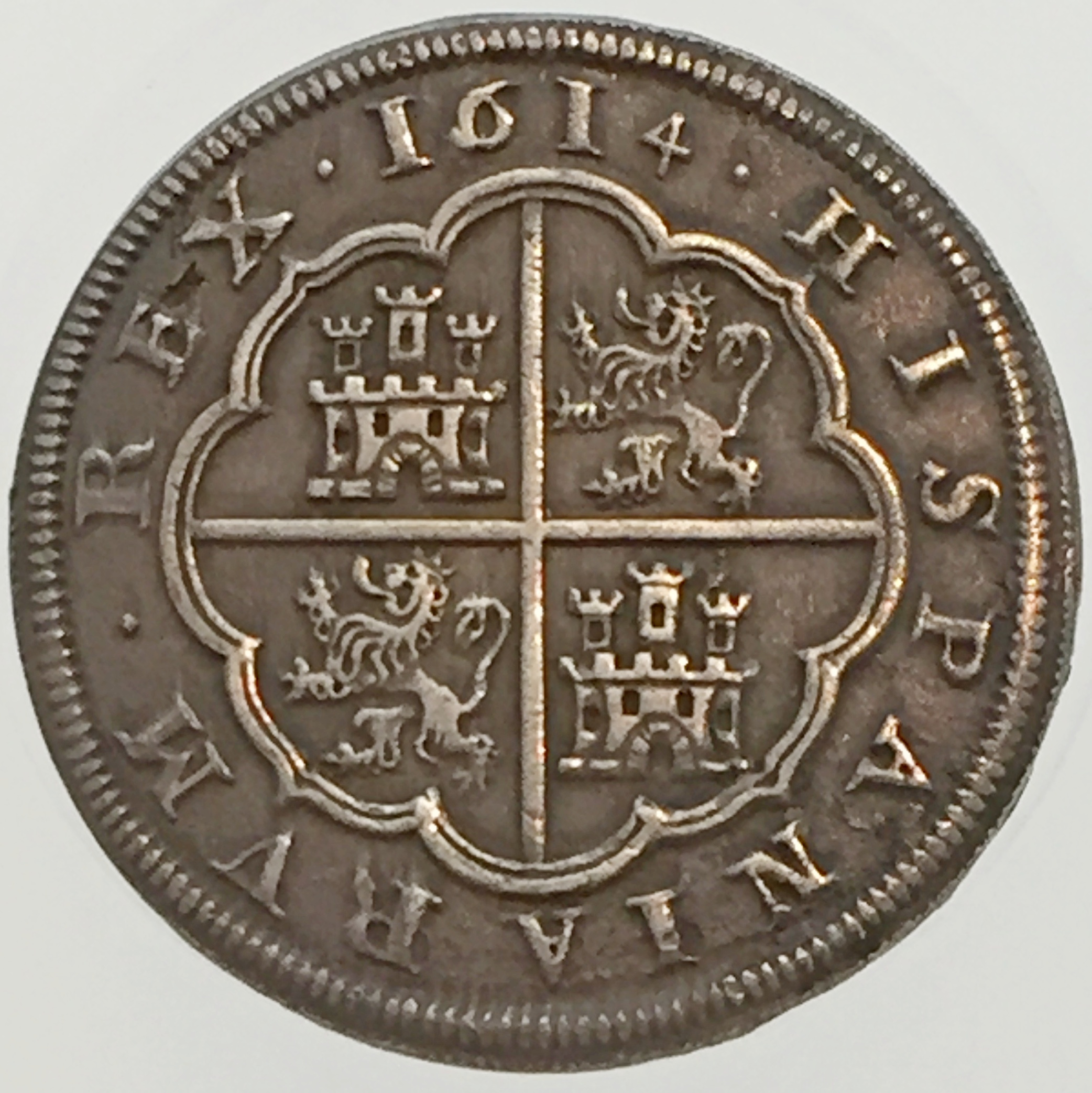

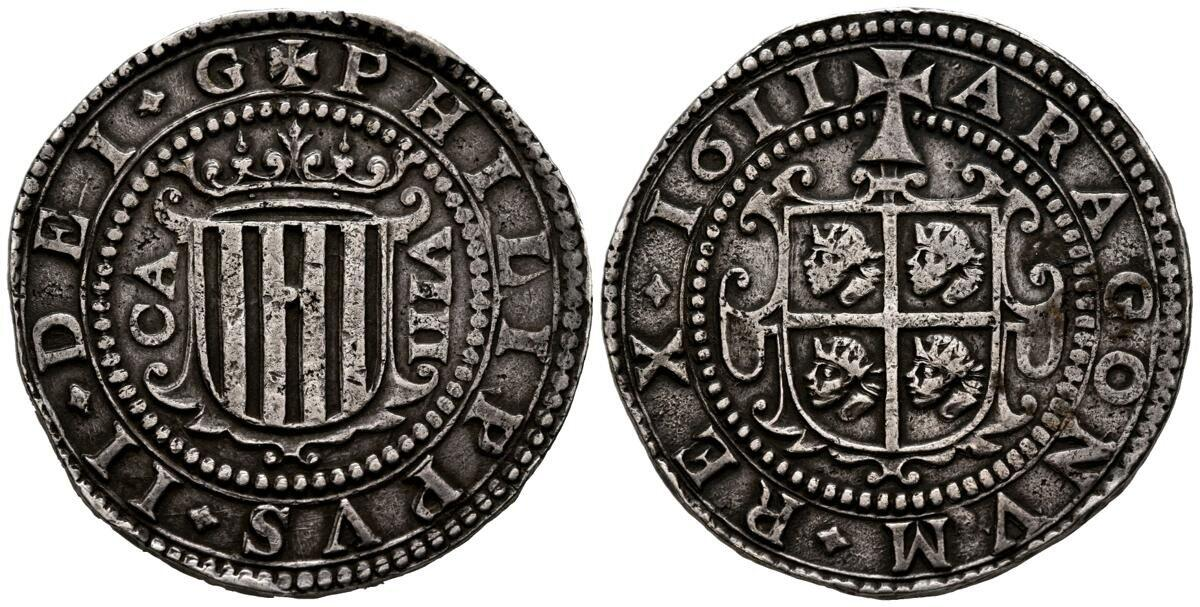
Монета номіналом у 8 реалів короля Філіпа III, викарбувана в 1611 році для Арагонського королівства (як короля Філіпа II). Сарагоса

В 1497 році після грошової реформи католицьких ко ролів Ізабелли I Кастильської та Фернандо II Арагонського (Pragmática de Medina del Campo), реал став головною срібною грошовою одиницею, а карбування інших срібних монет було припинено. Тоді ж було запроваджено карбування монети номіналом 8 реалів, що карбувалися за такими стандартами:
- 8+3⁄8 доларів з 1 кастильської марки срібла (230,0465 грам),134⁄144 або 0,9306 проби (25,563 г чистого срібла)

У 1537 році це було доповнено золотим ескудо, викарбуваним у 68 пробі золота 0,917 проби (проба зменшена до 0,906 у 1742 році та 0,875 у 1786 році). Його оцінювали в 15-16 реалів або приблизно 2 долари. Знаменитий золотий дублон коштував 2 ескудо або приблизно 4 долари.
Монета карбувалась із багатьма різними дизайнами в наступні століття на різних іспанських монетних дворах аж до 19 століття, користуючись широким успіхом навіть за межами Іспанії. У 19 столітті номінал монети було змінено на 20 реалів (на основі 20 reals de vellón) і, нарешті, на 2 ескудо.
Прийняття Іспанією песети та членство в Латинському валютному союзі означало остаточний кінець останніх залишків монети номіналом у 8 реалів в самій Іспанії. Однак монета в 5 песет була трохи меншою і легшою, але мала таку ж чистоту, як і срібло (90 %).
У 1990-х роках були викарбувані пам'ятні монети номіналом 2000 песет, подібні за розміром і вагою до 8 реалів і з таким самим ступенем чистоти.
Долар або песо ділився на 8 реалів в іспанській Латинській Америці до XIX століття, коли замість цього песо було розділено на 100 сентаво. Однак монетарна турбулентність в Іспанії, яка розпочалася за часів правління короля Філіпа II, призвела лише до того, що долар було поділено таким чином:
- До 1642 року: 1 долар = 8 реалів, згодом названий reales nacionales
- З 1642: $1 = 10 reales provinciales
- З 1687 року: 1 долар =15+2⁄34 reales de vellón (виготовлений зі сплаву білону ; указ не діє)
- З 1737 року: 1 долар = 20 reales de vellón
- У 1864 році: 1 долар = 2 срібних ескудо (на відміну від золотого ескудо)
- І, нарешті, у 1869 році: 1 долар = 5 іспанських песет, остання нарівні з французьким франком у Латинському валютному союзі .

Прийняття Іспанією песети в 1869 році та її приєднання до Латинського валютного союзу означало фактичний кінець останніх залишків іспанського долара в самій Іспанії. Однак монета в 5 песет (або дуро) була трохи меншою і легшою, але також мала високу чистоту (90 %) срібла.
У 1990-х роках карбувалися пам'ятні монети номіналом 2000 песет, схожі за розміром і вагою на долар.

### Іспанські колонії

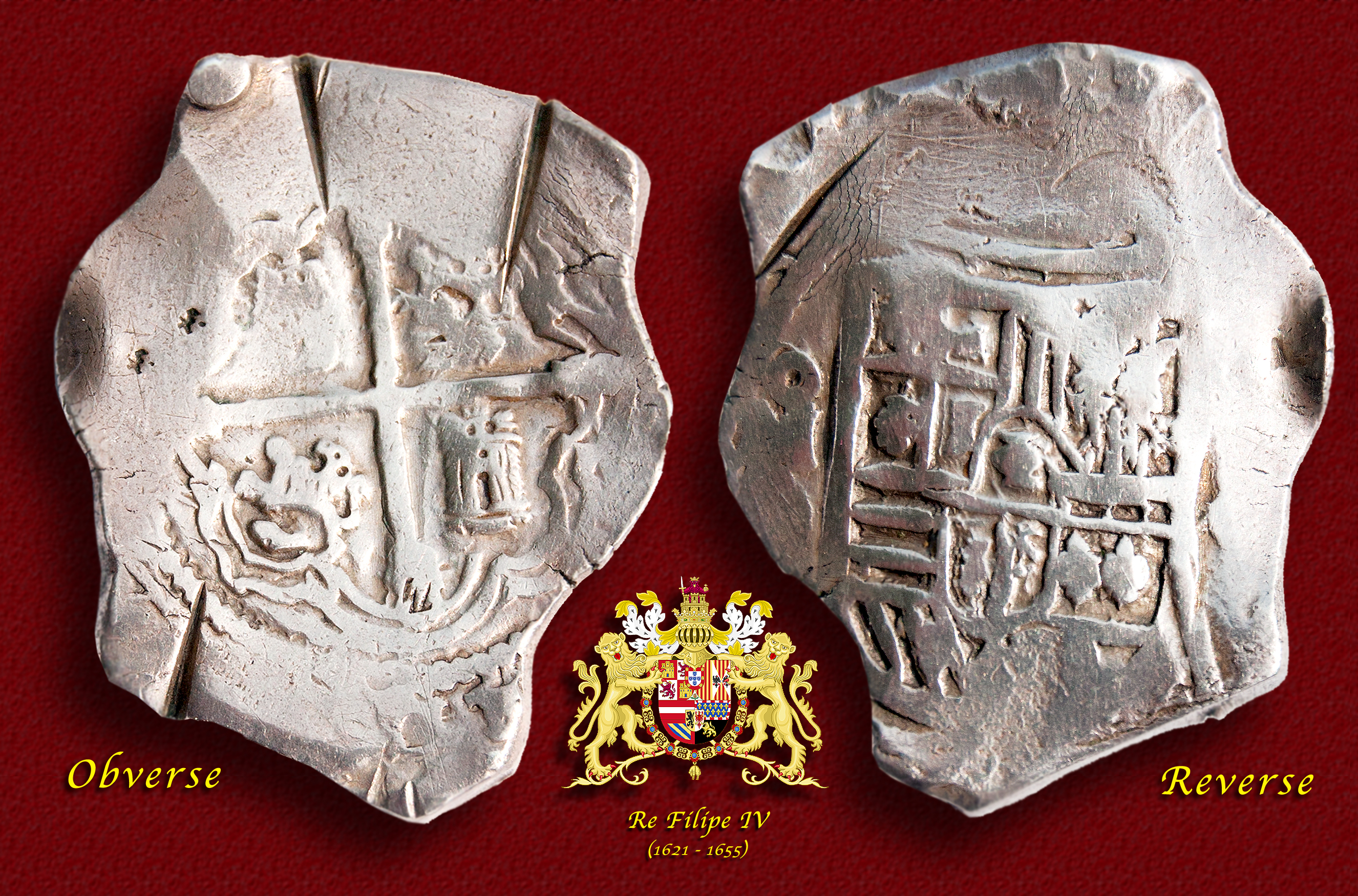
Срібна іспанська монета вартістю 8 реалів, типу «макукіна», викарбувана у Мехіко прибл. 1650 р.

Завдяки величезним родовищам срібла, які були знайдені головним чином у Потосі в сучасній Болівії та меншою мірою в Мексиці (наприклад, у Такско та Сакатекасі), а також сріблу з володінь Іспанії по всій Америці монетні двори в Мексиці та Перу також почали карбувати монету.
Назва macuquina відома в Іспанії та Іспанській Америці як тип монети, що карбується грубо вручну за допомогою ударів молотка, метод, який широко використовувався з XVI до середини XVIII століття.
З іншого боку, відсутність сучасного обладнання для карбування грошей, виготовлених за межами Іспанії, і потреби торгівлі на цих територіях спричинили появу макукін. Гостра потреба в монетах у Латинській Америці з початку XVI століття спонукала до відкриття монетних дворів. Антоніо де Мендоса стає першим віце-королем Нової Іспанії, на посаду призначенно 17 квітня 1535 року. Того ж року за його наказом засновано монетний двір у Мехіко, який з 1536 року став карбувати мідні й срібні монети.
, таких як Мексиканський монетний двір, заснований у 1536 році першим віце-королем Антоніо де Мендоса-і-Пачеко; Монетний двір Ліми в 1565 році за розпорядженням тимчасового губернатора Лопе Гарсіа де Кастро та Королівського монетного двору Потосі, усе до 1600 року, щоб скористатися перевагами великого виробництва срібла та золота в американських землях для карбування валюти, яка була необхідний як для сплати данини іспанській короні, так і для комерційного руху в колоніях.
Основні монетні двори Нового Світу для іспанських доларів були в Потосі, Лімі та Мехіко (з незначними монетними дворами в Боготі, Попаяні, Гватемала-Сіті та Сантьяго), і срібні долари цих монетних дворів за стовпами. дизайн Геркулеса на реверсі можна було відрізнити від тих, що викарбували в Іспанії (minted from 1732 to 1771 and having on its obverse the Pillars of Hercules)/
Цей метод був запроваджений на монетних дворах іспанських віце-королівств Америки з 1730 року, починаючи з монетного двору Мексики, щоб припинити випуск макукін; незважаючи на спротив чиновників, які отримували вигоду від карбування цих монет, які було так легко відрізати або підробити.
- У 1728 році: 8+3⁄8 доларів з 1 кастильської марки срібла 11⁄12 або 0,9167 проби (24,809 г чистого срібла)
- У 1772 році: : 8+3⁄8 доларів з 1 кастильської марки срібла 130⁄144 або 0,9028 проби (24,443 г чистого срібла), але справжня проба 1772—1821 років вважається лише 0,89[8].

Термін «коб» використовувався в Ірландії та британських колоніях для позначення вісімки або іспано-американського долара, тому що іспанські золоті та срібні монети мали неправильну форму та були грубо викарбувані до того, як у 1732 році було введено автоматизоване карбування монет.

Іспанські монети номіналом у 8 реалів, карбовані в Новому Світі
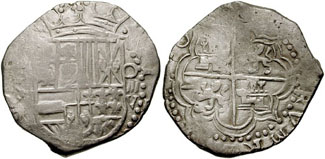
Монета номіналом у 8 реалів короля Філіпа II (~1580 р) 38 мм, 26.70 г. Потосі Перу
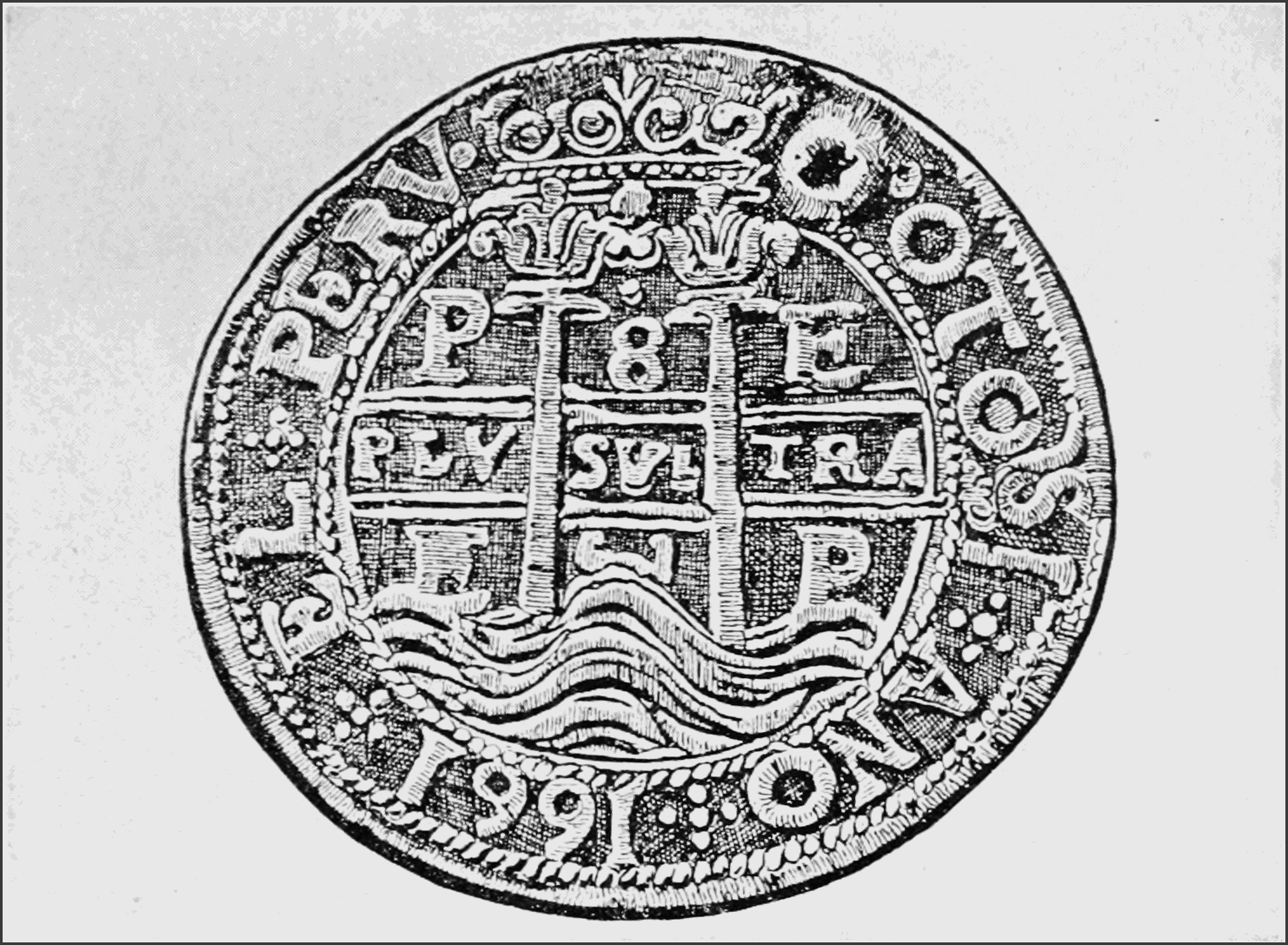
Монета номіналом 8 реалів 1661 рік, Потосі, Перу
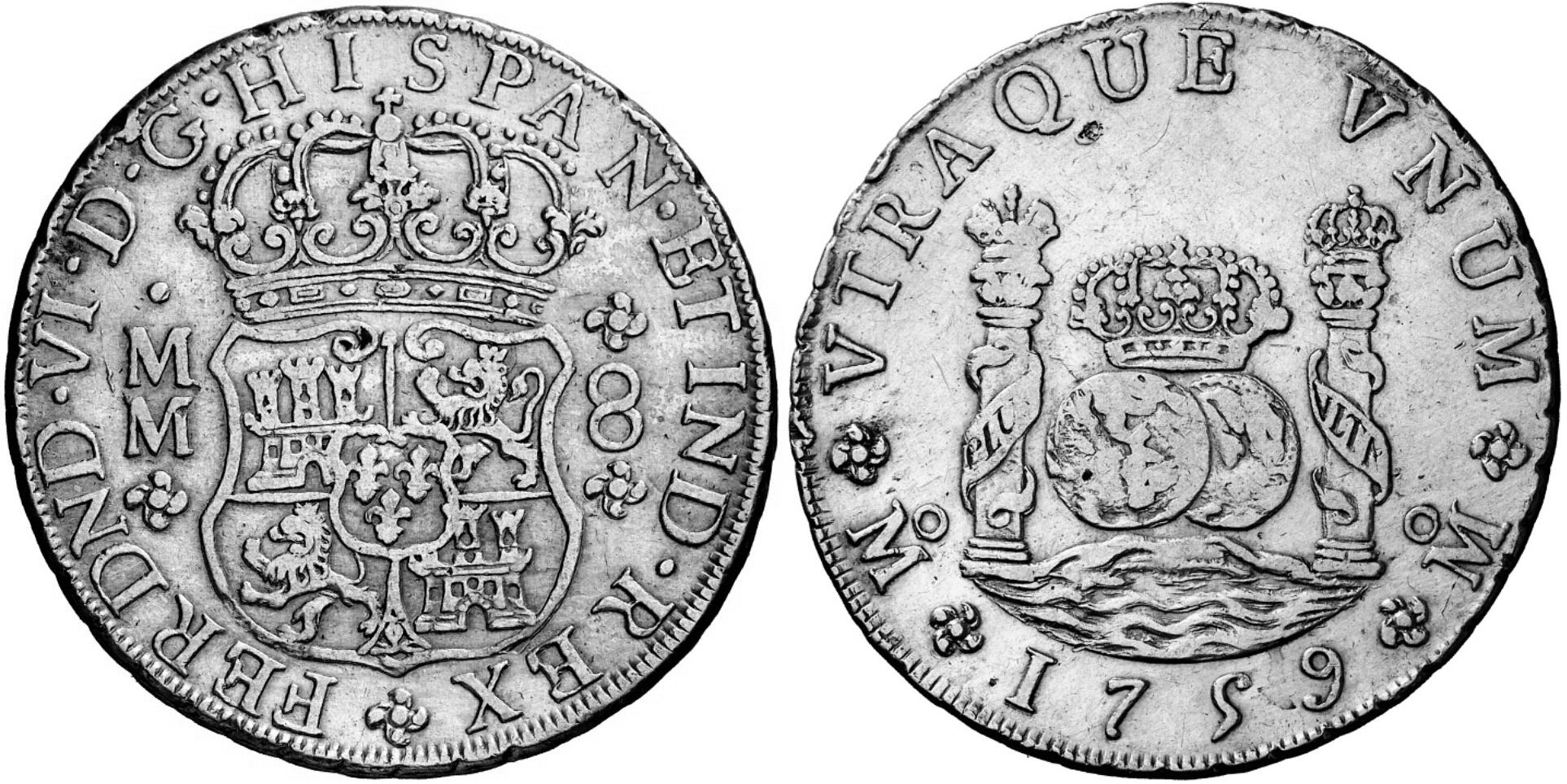
Монета номіналом у 8 реалів короля Фернандо VI Бурбона, викарбувана в 1759 році. в Мехіко, Нова Іспанія
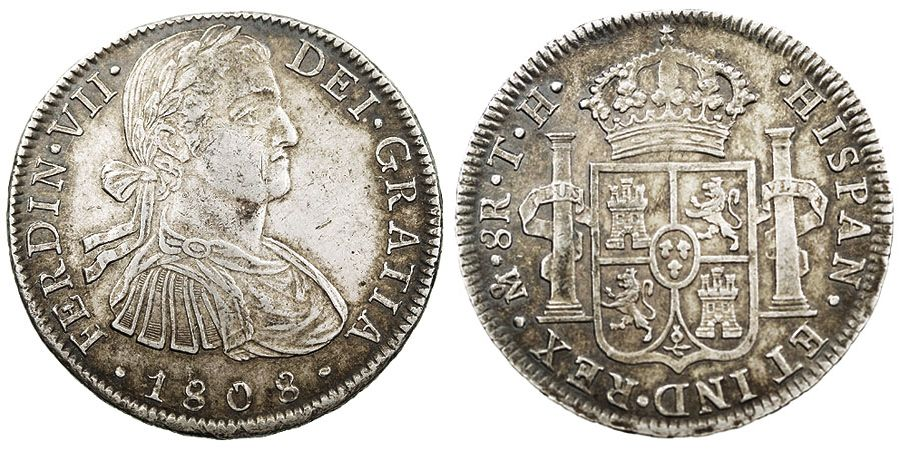
Монета номіналом у 8 реалів короля Фернандо VII Бурбона, викарбувана в 1808 році в Мехіко

### Англійські колонії в Північній Америці
Зокрема у 1575 році в Нідерландах почали карбувати монету Левендальдер (нід. Leeuwen-daalder, у перекладі «Левовий талер»). Левендальдер був типовим срібним талером, єдиною його відмінністю було зображення стоячого на задніх лапах лева — звідки й назва монети. Левендальдер був популярним засобом платежу в північноамериканській колонії Нові Нідерланди і перебував в обігу у Тринадцятьох колоніях протягом XVII та початку XVIII століть. В англомовних спільнотах нідерландську монету, за оригінальною англійською назвою талера — «dollar», називали Левовим доларом (англ. Lion dollar). За словами етимологів, в сучасній американській англійській вимова слова «dollar» є наближеною до вимови слова «daler» нідерландською мовою XVII-го ст.
За аналогією з левовим доларом, іспанські песо, що були спеціально випущені для іспанських колоній в Америці та на Філіппінах — ідентичні за вагою і формою монети номіналом 8 реалів, називали у північноамериканських британських колоніях іспанськими доларами. До середини XVIII ст. іспанські долари витіснили з обігу нідерландські. Зрештою, у 1775 році таку назву отримала перша американська офіційна валюта.
Для англійських північноамериканських колоністів іспанські монети номіналом у 8 реалів або «вісімка» (piece of eight) завжди займав перше місце, і ця монета також називалася «долар» ще в 1581 році. Після Декларації незалежності Америки в 1792 році було введено долар США за номіналом цієї монети в 371,25 грейн = 0,7735 тройських унцій = 24,0566 g. Олександр Гамільтон прийшов до цих цифр на основі казначейського аналізу середнього вмісту чистого срібла в добірці потертих іспанських доларів.

### Мексика

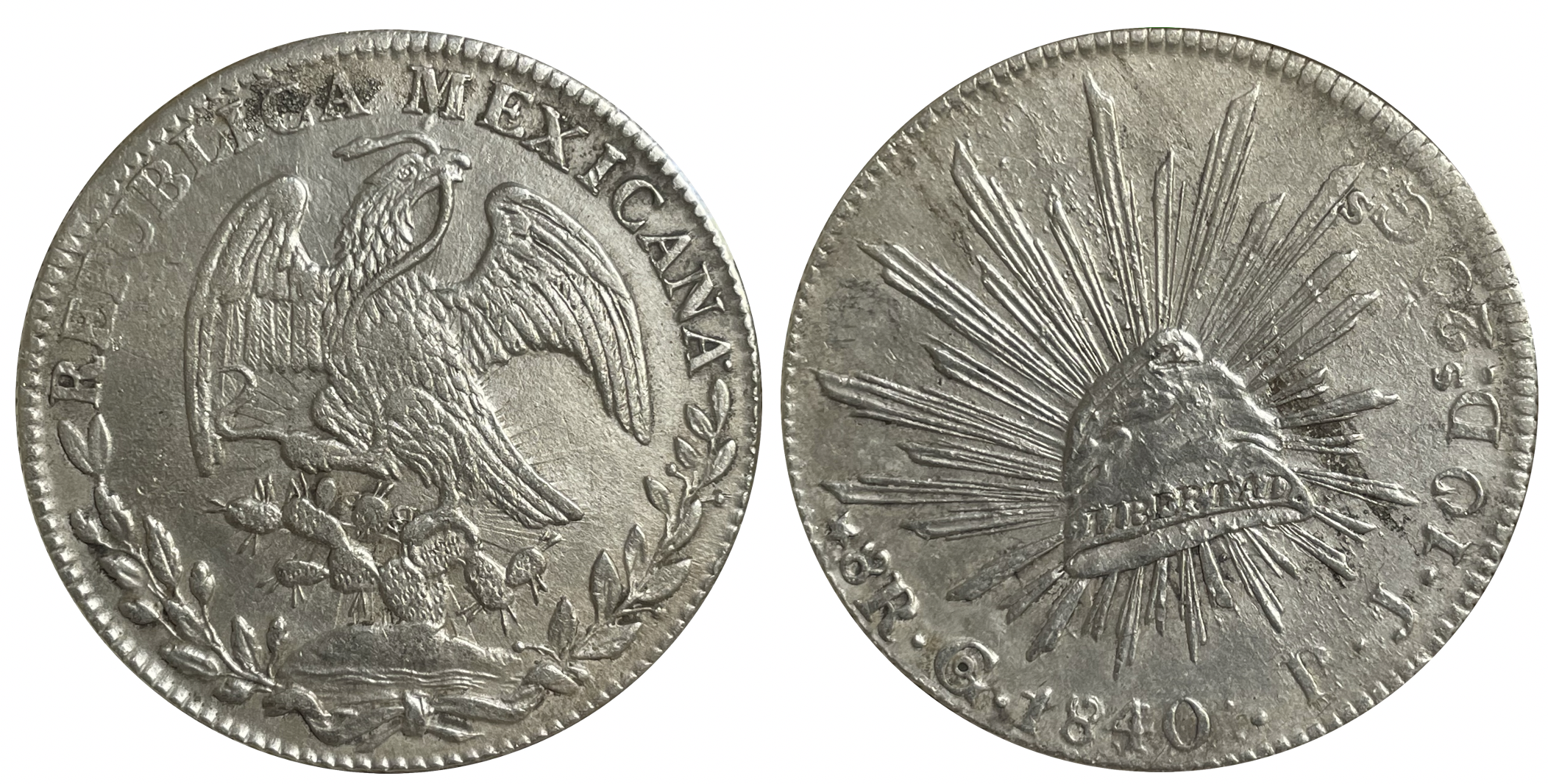
Монета номіналом у 8 реалів. Мексика (1840)

Після здобуття незалежності в 1821 році Мексика продовжувала карбування срібних реалів і золотих ескудо за іспанським зразком до введення десяткової грошової системи та запровадження песо вартістю 8 реалів або 100 сентаво. Його продовжували карбувати за іспанськими стандартами протягом усього XIX століття, з песо на рівні 27,07 г срібла 0,9028 проби та ескудо 3,383 г золота 0,875 проби. Мексиканське песо або монета номіналом 8 реалів залишалася популярною міжнародною торговою монетою протягом усього XIX століття.
Після 1918 року мексиканське песо було девальвовано у вазі та пробі з подальшим девальвацією у 1940-х та 1950-х роках. Однак монети номіналом 2 (1921), 5 (1947) і 10 песо (1955) були викарбувані із розмірами та пробою, подібними до старого песо.

### Австралія

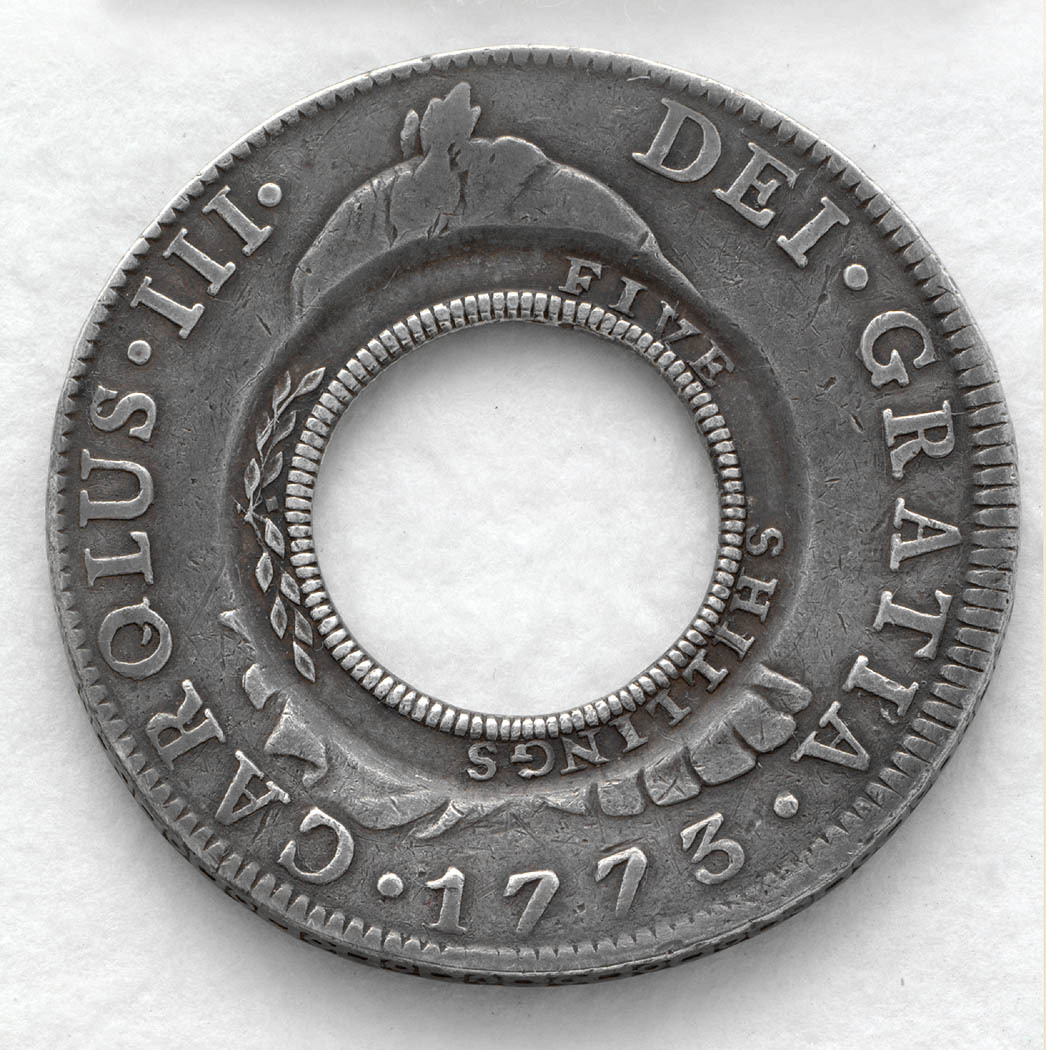
NSW 1813

Після того, як у 1788 році в Австралії було засновано колонію Новий Південний Уельс, вона зіткнулася з проблемою нестачі монет, особливо тому, що торгові судна вивозили монети з колонії в обмін на привезені товари. У 1813 році губернатор Лаклан Маккуорі творчо використав 10 000 фунтів стерлінгів в іспанських доларах, надісланих британським урядом. Щоб ускладнити вивезення монет з колонії та подвоїти їх кількість, серцевина з іспанських доларів була вибита. Ця «серцевина» оцінювалась в 15 пенсів (1 шилінг та 3 пенса), а зовнішній край, відомий як «дірявий долар», коштував п'ять шилінгів (60 пенсів). Про це свідчили відповідні штампи, вибиті на обох частинах монети. На аверсі дірявого долара були вибиті слова «Новий Південний Уельс» і дата 1813, а на реверсі — «п'ять шилінгів». На аверсі серцевини була вибита корона, слова «Новий Південний Уельс» і дата 1813, а на реверсі — «п'ятнадцять пенсів». Ці понівечені монети стали першою офіційною валютою, виготовленою спеціально для обігу в Австралії. Спосіб діяв відносно недовго. У 1825 році британський парламент прийняв Sterling Silver Money Act, який зробив британські монети єдиною законною формою валюти в британських колоніях та припинив будь-яке законне використання «дірявого» іспанського долара в австралійських колоніях.

### Іспанський долар контрмаркований в інших країнах

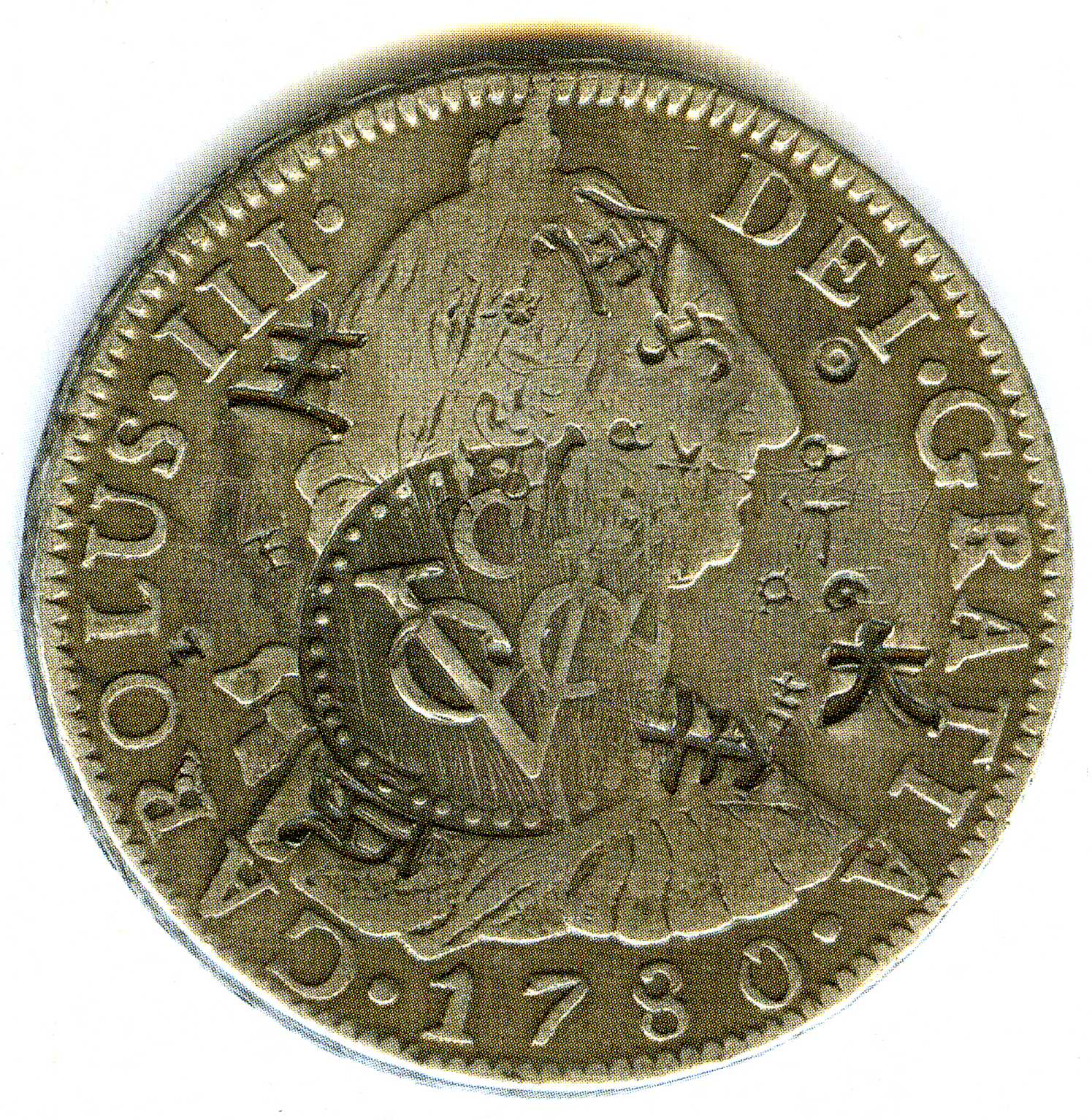
Шрі Ланка
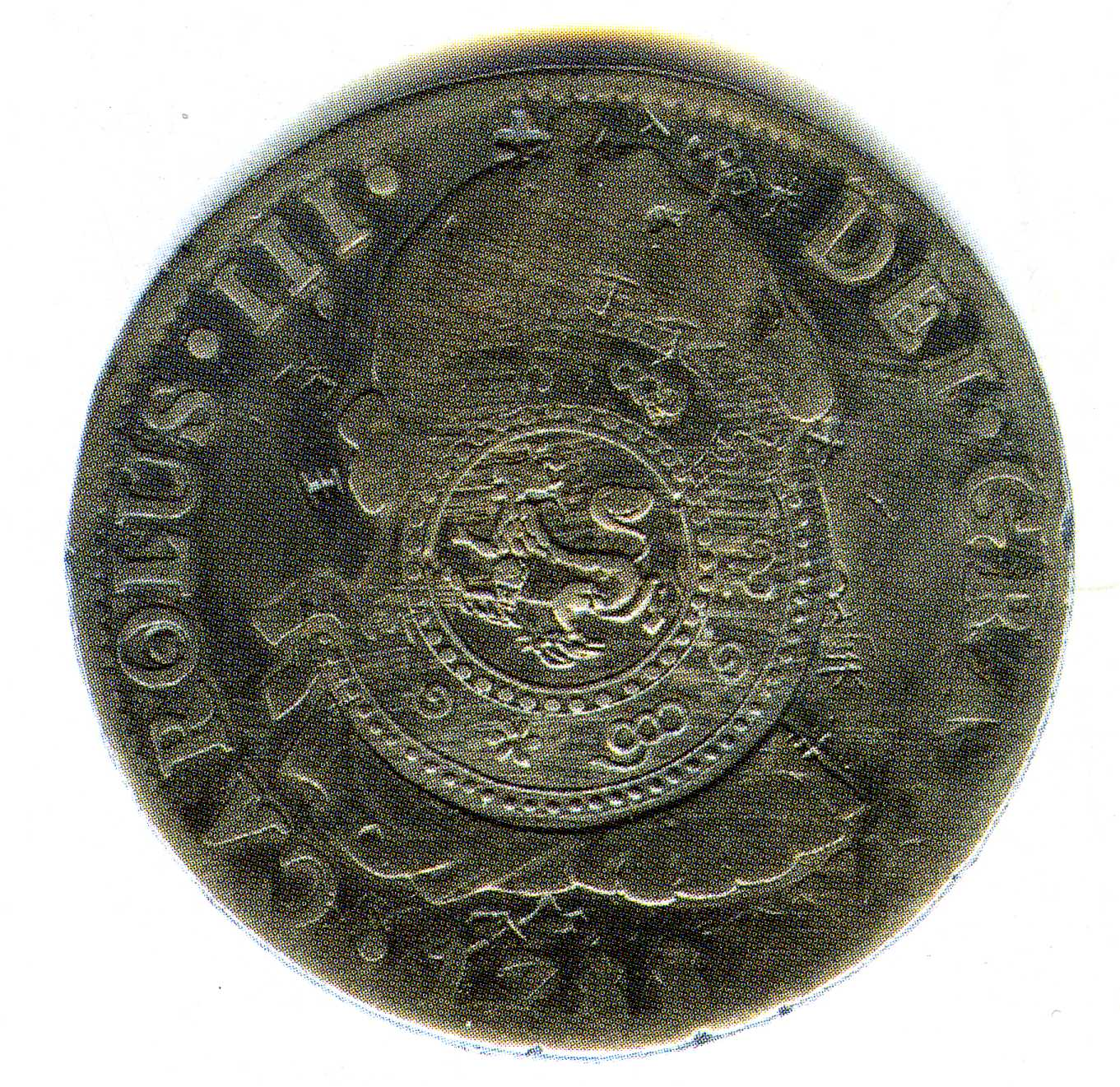
Бірма
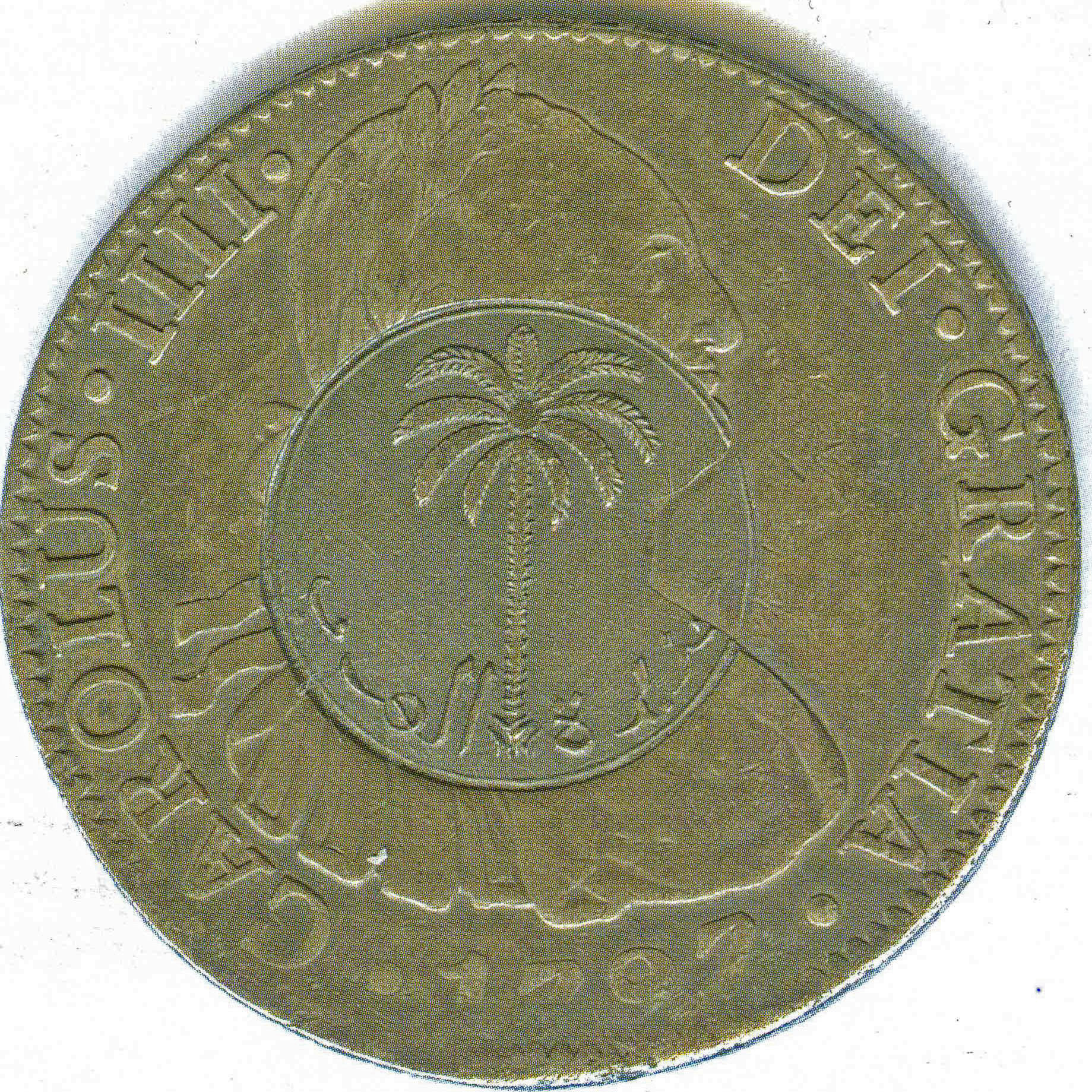
Саудівська Аравія
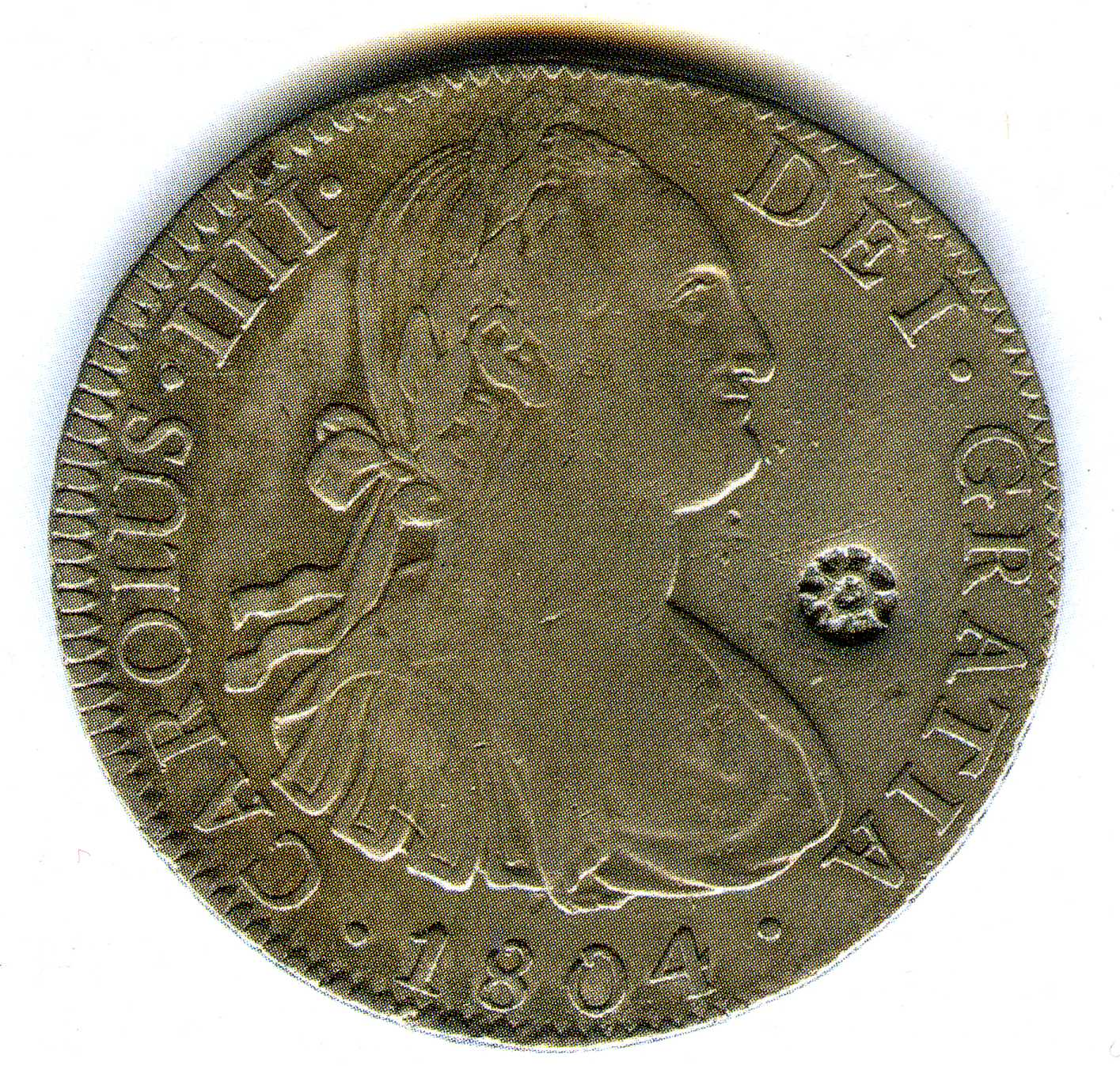
Таїланд
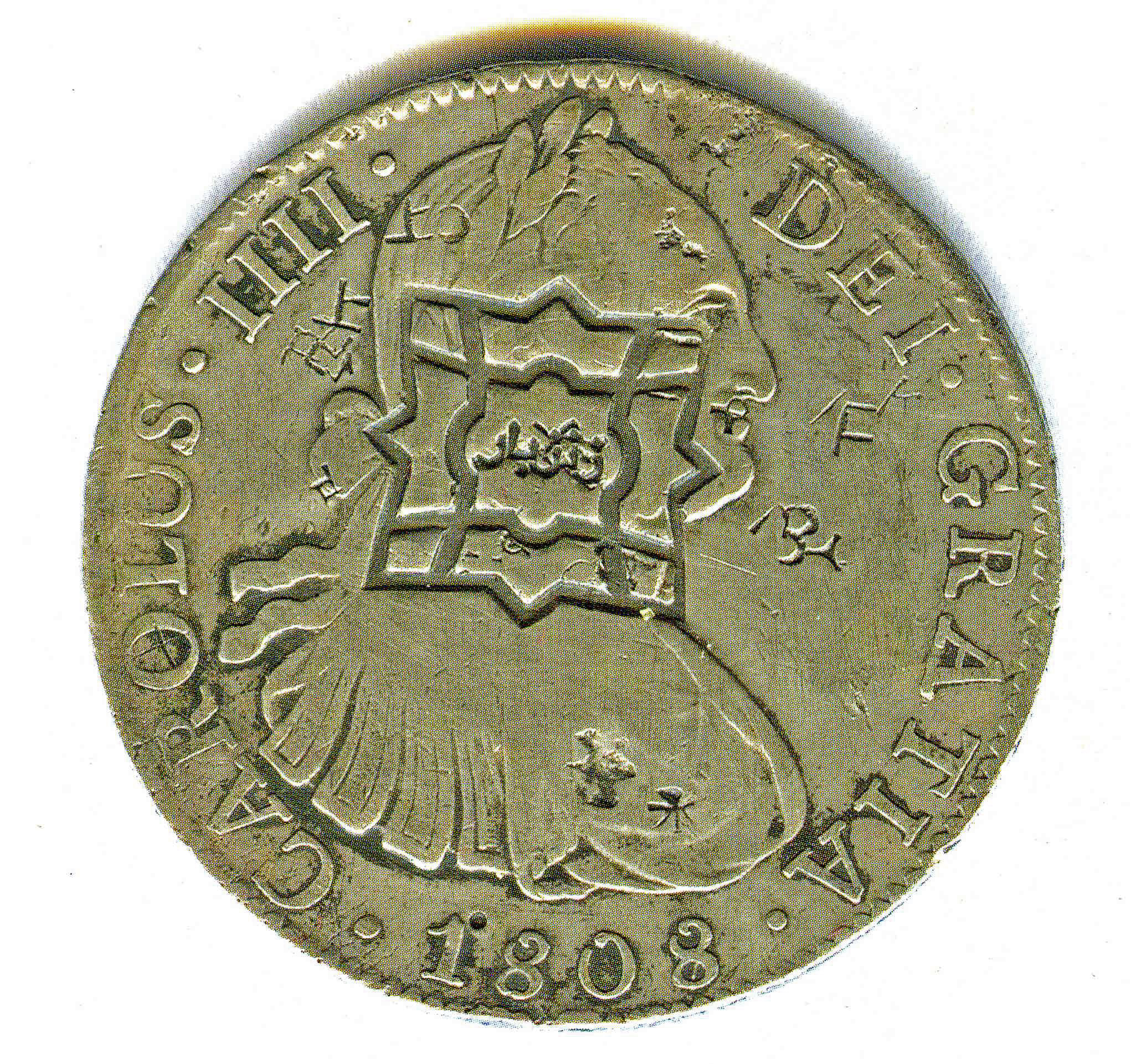
Занзібар
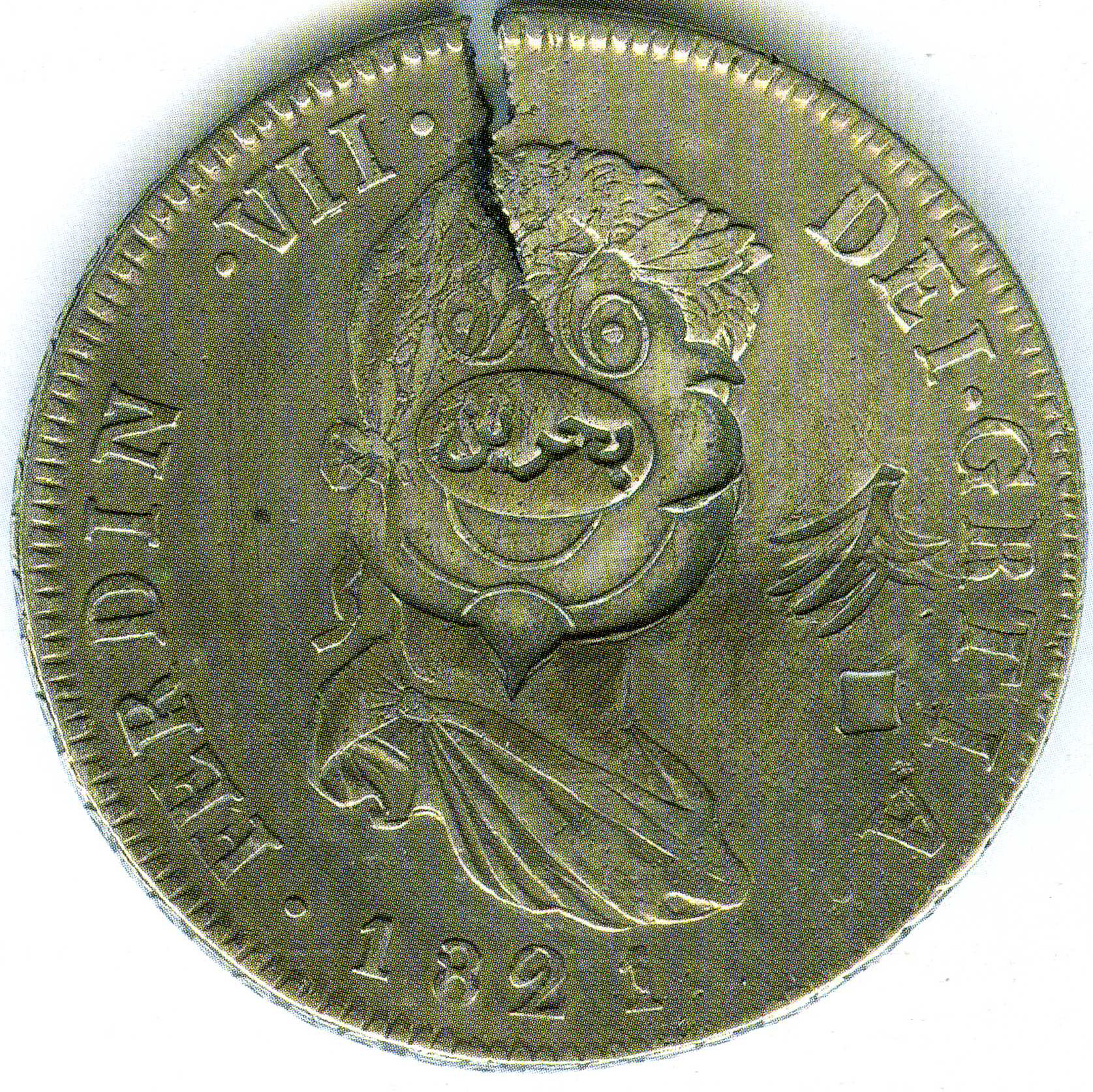
Бахрейн
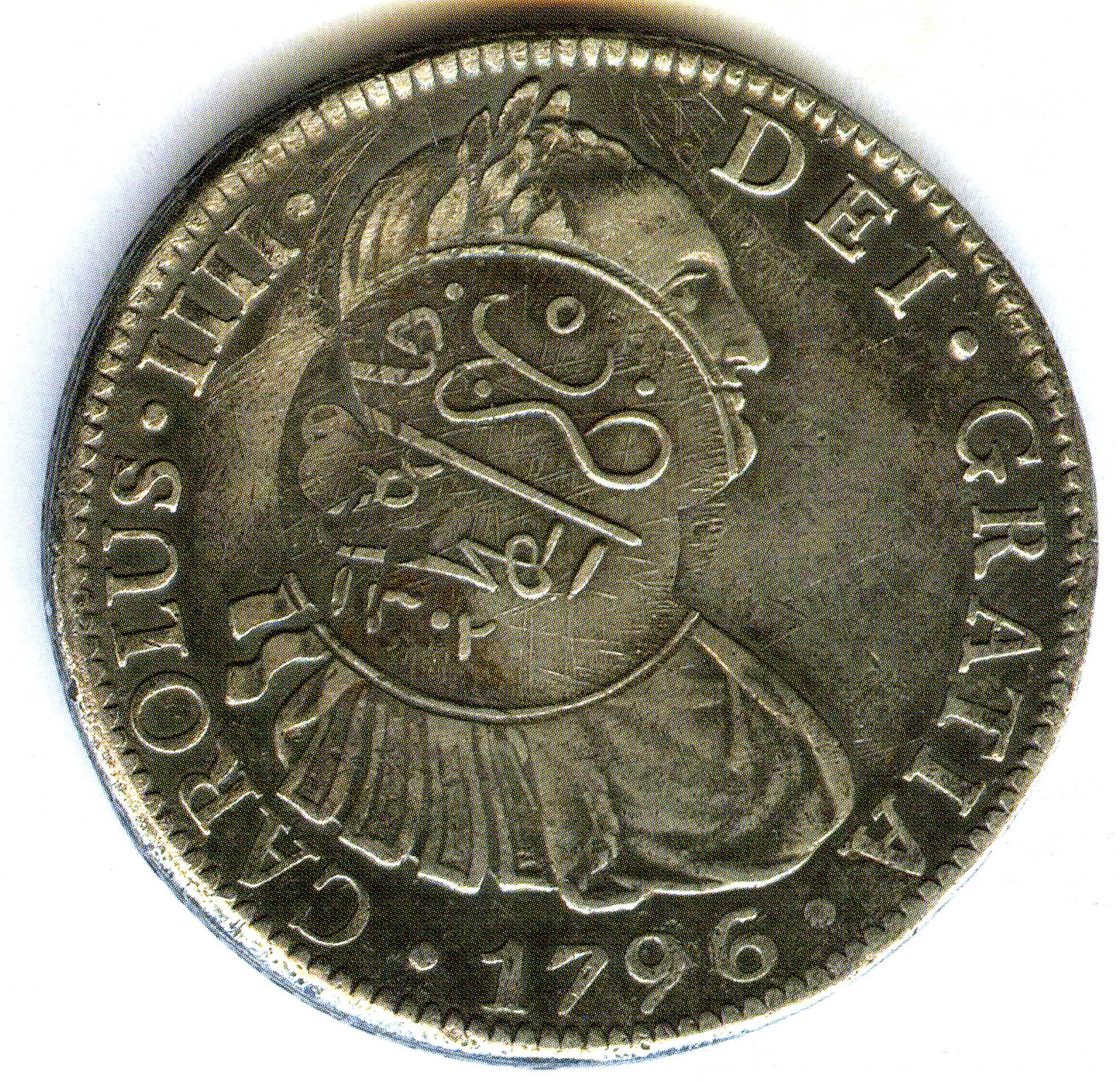
Судан
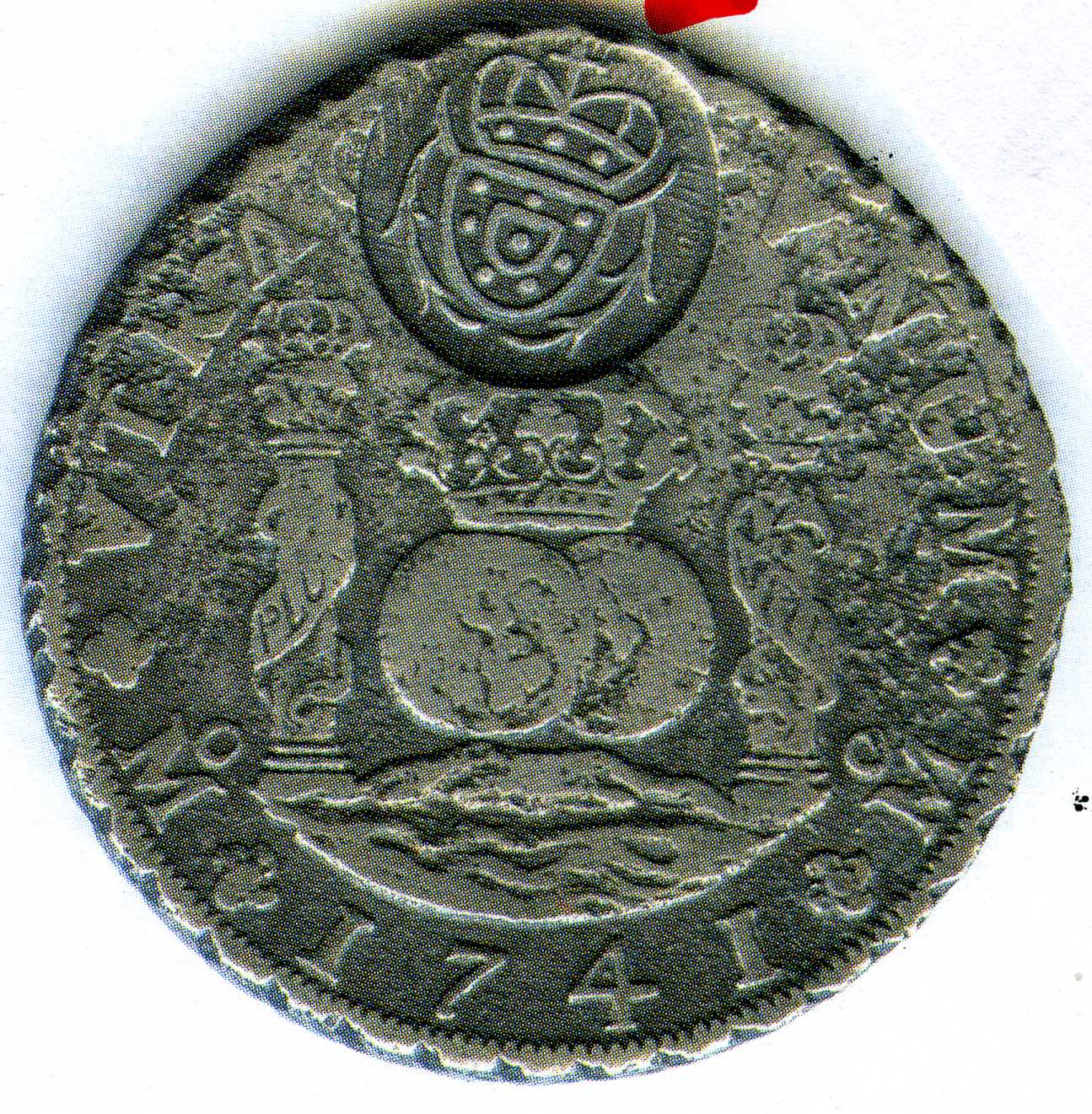
Індія
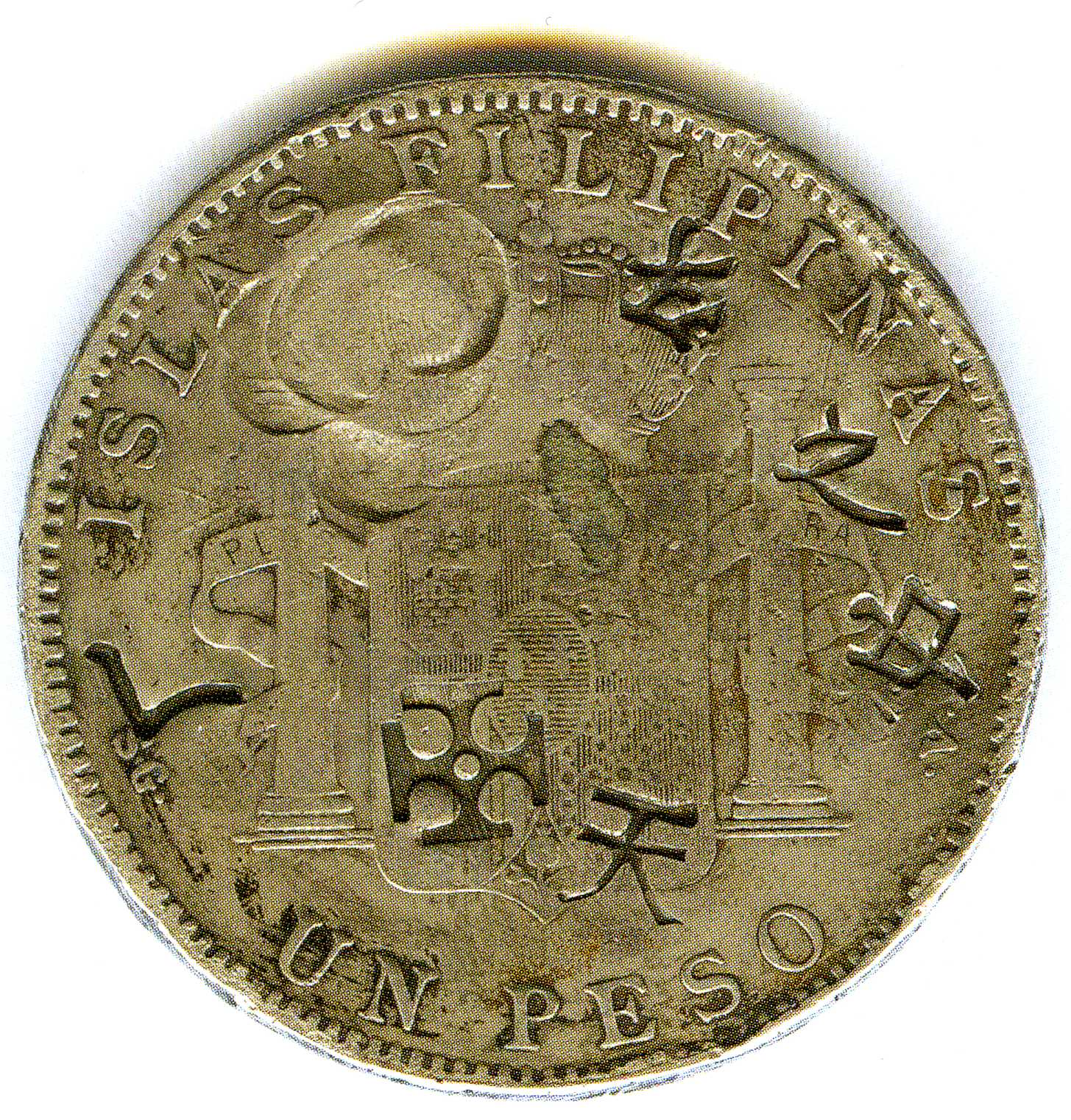
Тимор
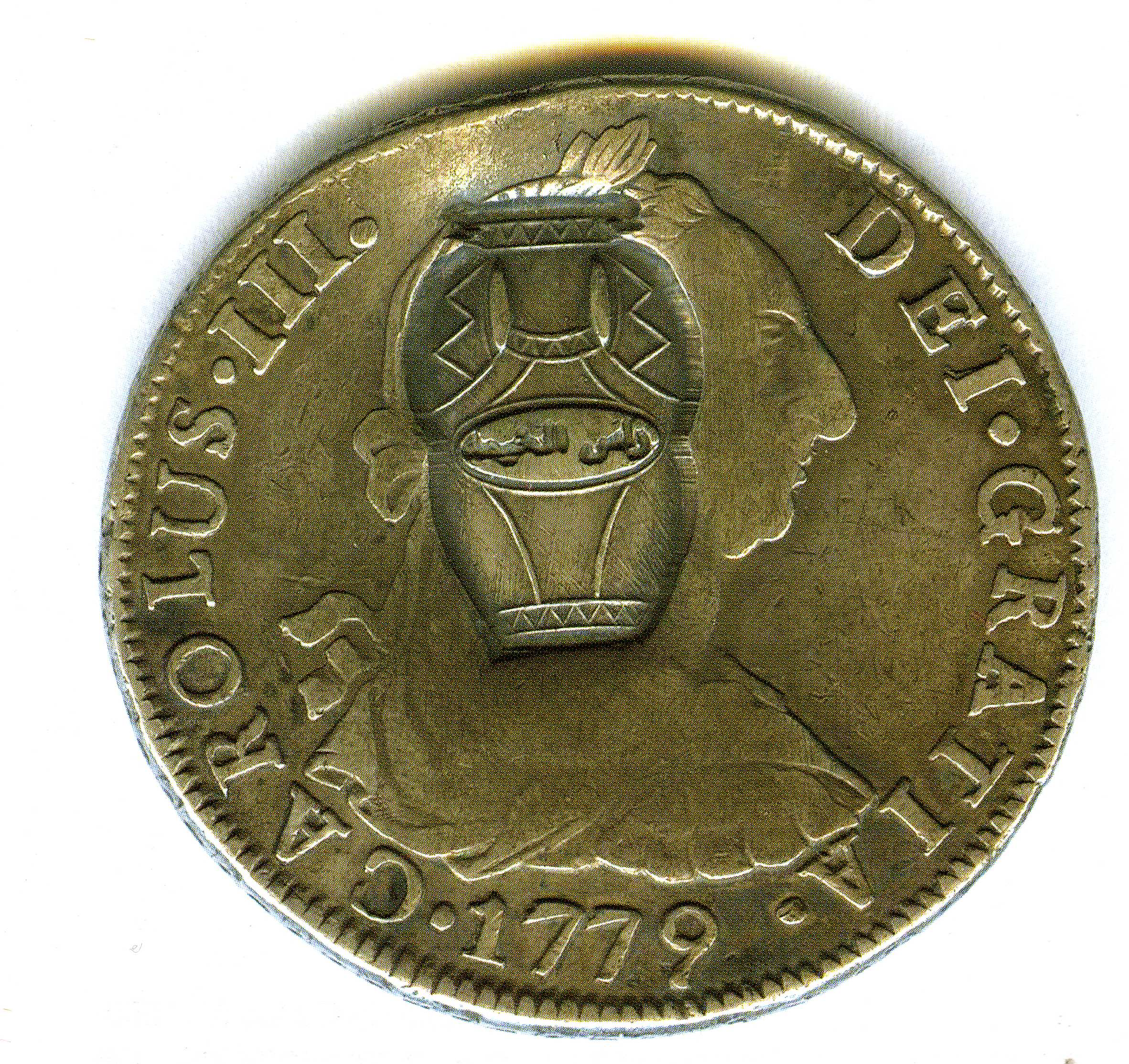
Об'єднані Арабські Емірати

## В художній літературі
У сучасній поп-культурі та художній літературі вісімка найчастіше асоціюється з популярним уявленням про піратів .
- В «Острові скарбів» Роберта Луїса Стівенсона папуга Лонга Джона Сільвера навчився кричати «Піастри, піастри!» Це використання пов'язувало монету (і папуг) із вигаданими зображеннями піратів . Зважаючи на широку популярність цієї книги, «вісімка» іноді вживається в значенні «гроші» або «багато грошей», незалежно від конкретного номіналу, а також як синонім скарбу в цілому.
- У фільмі «Пірати Карибського моря: На краю світу» лорди піратів повинні зустрітися разом, представивши «Дев'ять частин вісімки», оскільки ці частини були використані для запечатування богині Каліпсо в її людській формі першим братським двором. «Дев'ята вісімка» (у Джека Горобця) висить на своїй бандані в усіх фільмах, аж до її знищення в третьому фільмі.
- Pieces of Eight — восьмий студійний альбом і другий концептуальний альбом Styx, випущений 1 вересня 1978 року.
- У фільмі Террі Пратчетта Going Postal антагоніст Річер Гілт (який фізично нагадує стереотипного пірата) має какаду на ім'я Альфонс, якого навчили говорити «Дванадцять з половиною відсотків!», тобто одну вісімку[14].